# Tomophyllum
Tomophyllum, rod pravih paprati (papratnice) iz potporodice Grammitidoideae,. dio porodice Polypodiaceae, red Polypodiales. Kew ovaj rod tretira kao sinonim za Grammitis.
Postoji 37 vrsta rasprostranjenih od tropske Azije do Kine, Australije i zapadnog Pacifika. Rod je opisan u Gardens' Bulletin, Singapore 58(2): 245. 2007. Tipična je Tomophyllum subsecundodissectum (Zoll.) Parris . 

## Vrste
1. Tomophyllum beleense (Copel.) Parris
2. Tomophyllum bipinnatifidum (Baker) Parris
3. Tomophyllum bipinnatum (Copel.) Parris
4. Tomophyllum brachyphlebium (Baker) Parris
5. Tomophyllum brooksiae (Alderw.) Parris
6. Tomophyllum callophyllum (C.H.Wright) Parris
7. Tomophyllum congregatifolium (Alderw.) Parris
8. Tomophyllum cumingii Parris; sp. nov. in prep.
9. Tomophyllum daymanense Parris; sp. nov. in prep.
10. Tomophyllum dissitum Parris; sp. nov. in prep.
11. Tomophyllum donianum (Spreng.) Fraser-Jenk. & Parris
12. Tomophyllum duriusculum (Christ) Parris
13. Tomophyllum epaleatum (Parris) Parris
14. Tomophyllum foersteri (Rosenst.) Parris
15. Tomophyllum hayatae (Masam.) T.C.Hsu
16. Tomophyllum hymenophylloides (Parris) Parris
17. Tomophyllum inconspicuum (Blume) Parris
18. Tomophyllum lividum (Mett.) Parris
19. Tomophyllum macrum (Copel.) Parris
20. Tomophyllum millefolium (Blume) Parris
21. Tomophyllum minutum (Blume) Parris
22. Tomophyllum perplexum (Parris) Parris
23. Tomophyllum plicatum Parris; sp. nov. in prep.
24. Tomophyllum polytrichum (Copel.) Parris
25. Tomophyllum pulchrum Parris
26. Tomophyllum repandulum (Kunze ex Mett.) Parris
27. Tomophyllum sakaguchianum (Koidz.) Parris
28. Tomophyllum secundum (Ridl.) Parris
29. Tomophyllum sesquipinnatum (Copel.) Parris
30. Tomophyllum subfalcatum (Blume) Parris
31. Tomophyllum subminutum (Alderw.) Parris
32. Tomophyllum subrepandulum (Christ) Parris
33. Tomophyllum subsecundodissectum (Zoll.) Parris
34. Tomophyllum terpsichoroides Parris; sp. nov. in prep.
35. Tomophyllum themelioides Parris; sp. nov. in prep.
36. Tomophyllum walleri (Maiden & Betche) Parris
37. Tomophyllum warburgii Parris; sp. nov. in prep.

## Sinonimi
Nema.